# Anna Atkins

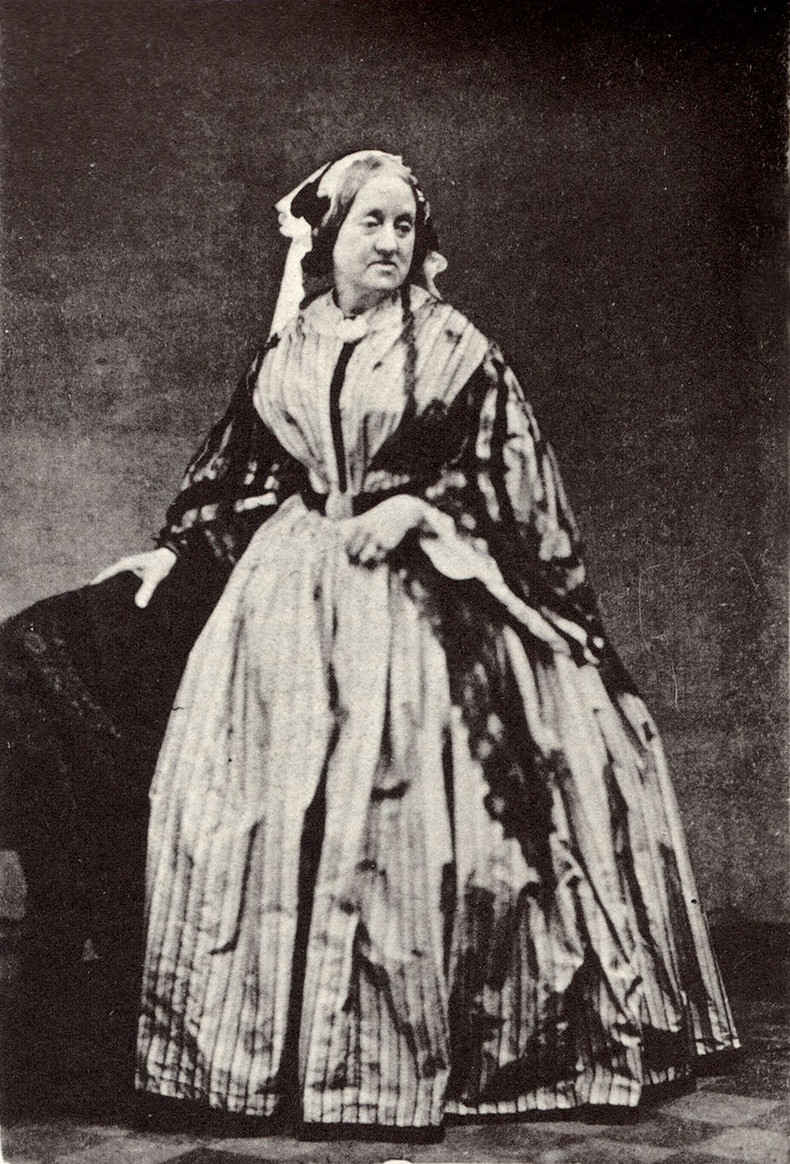
Anna Atkins, 1861

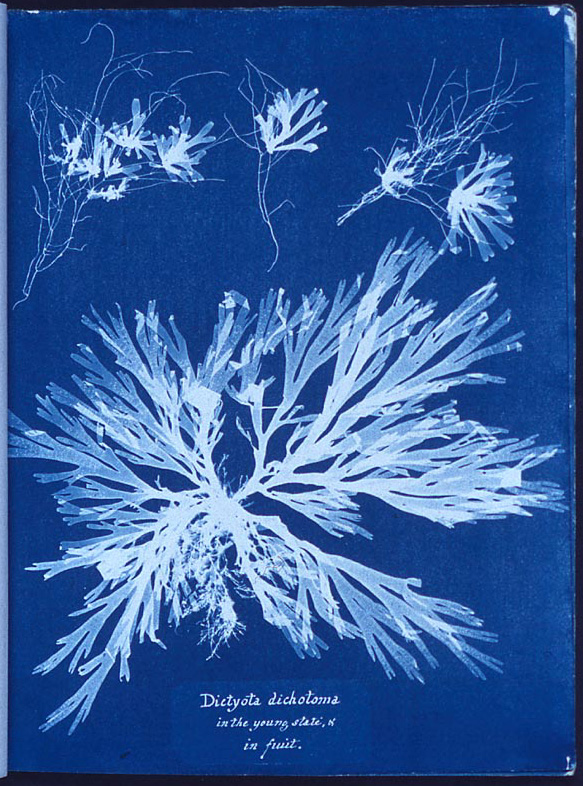
Eine Cyanotypie aus Anna Atkins’ Buch British Algae: Cyanotype Impressions von 1843

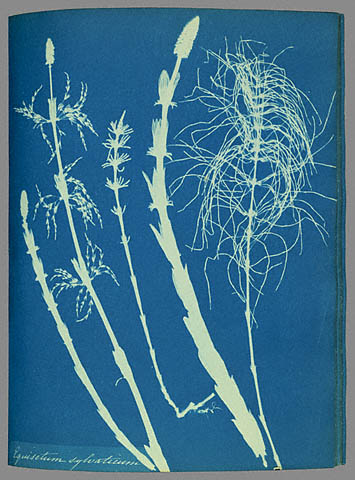
Wald-Schachtelhalm aus Atkins’ Buch Cyanotypes of British and Foreign Flowering Plants and Ferns von 1854

Anna Atkins (* 16. März 1799 in Tonbridge, Kent; † 9. Juni 1871 Halstead Place, Halstead, Kent; geborene Anna Children) war eine englische Botanikerin und Illustratorin. Sie veröffentlichte das erste Buch, das ausschließlich mit Hilfe eines fotografischen Verfahrens illustriert worden war, und gilt als eine der ersten Fotografinnen.

## Leben und Wirken
Anna Atkins war das einzige Kind von Hester Anne Holwell und John George Children. Die Mutter starb mehrere Monate nach ihrer Geburt. Der Vater, ein Fellow der Royal Society, war ein Universalgelehrter mit vielerlei naturwissenschaftlichen Interessen. Er befasste sich unter anderem mit Chemie, Mineralogie und Zoologie. Nach ihm wurden das Mineral Childrenit und die Schlange Children-Python (Antaresia childreni) benannt. John Children gab die Faszination für die Wissenschaft an die Tochter weiter und ließ ihr die Freiheit, Studien zu betreiben und sich weiterzubilden. Anna interessierte sich außerdem für künstlerische Techniken, sie malte und erlernte die Lithografie. 1823 war ihre Kunstfertigkeit so weit ausgebildet, dass sie 200 Illustrationen von Muscheln für die von ihrem Vater übersetzte Conchologie von Lamarck gestalten konnte. 1825 heiratete sie den Großgrundbesitzer John Pelly Atkins, die Ehe blieb kinderlos.
Anna und ihr Vater lernten im Februar 1839 den Pionier der Fotografie William Henry Fox Talbot kennen und waren mit dem Physiker Sir John Herschel befreundet, der 1839 das fotografische Verfahren der Cyanotypie erfunden hatte. Innerhalb eines Jahres machte sich Anna mit der neuen Technik vertraut, um möglichst akkurate Abbildungen von wissenschaftlichen Proben anfertigen zu können.
Basierend auf der Nomenklatur von William Henry Harveys Manual of British Algae von 1841 veröffentlichte sie ihre Blaupausen in dem Bildband British Algae: Cyanotype Impressions, der erstmals Bilder zeigte, die mit Hilfe einer fotografischen Technik erstellt worden waren. Das Werk ergänzte sie von 1843 bis 1853 um zwölf weitere Teile. Während dieser Zeit entstanden 389 betitelte Cyanotypie-Fotogramme mit zusätzlichen Textseiten. Insgesamt wurden zwölf Exemplare des aufwändigen Buchs hergestellt, eines davon befindet sich heute im National Media Museum in Bradford. Atkins fertigte ein weiteres Buch mit Cyanotypien: Mit der Hilfe ihrer Freundin Anne Dixon (1799–1864), einer Cousine der Schriftstellerin Jane Austen, sammelte sie zahlreiche botanische Proben, die sie 1854 in Cyanotypes of British and Foreign Flowering Plants and Ferns veröffentlichte.
Über Anna Atkins’ weiteres Leben ist wenig bekannt. Obwohl ihre Arbeiten von einer damals noch nie gesehenen detaillierten Qualität waren, fanden sie wenig Zuspruch in der Wissenschaft und gerieten bald in Vergessenheit. Außerdem schien sie an einer Vermarktung ihrer „fotografischen Herbarien“ wenig interessiert gewesen zu sein oder es war ihr nicht möglich, ihr Werk weiter publik zu machen. Zudem fand Herschels Cyanotypie-Verfahren allgemein wenig Beachtung und wurde schnell von der Kalotypie verdrängt, die realistischere Abbildungen erlaubte. Dennoch sollte die Cyanotypie das einzige Verfahren sein, das noch im folgenden Jahrhundert verwendet wurde, beispielsweise in abgewandelter Form als Blaupausen (Diazotypie) für Bauzeichnungen. Anna Atkins’ Cyanotypien wurden erst in der Neuzeit als alternative, lichtbildnerische Gestaltungsmethode wiederentdeckt. Nach dem Tod des Vaters verfasste sie 1853 eine 300-seitige Biografie über ihn mit dem Titel Memoir of J G Children.
Anna Atkins starb mit 72 Jahren. Sie wurde auf dem Friedhof von Halstead beerdigt.

## Werke und Schriften

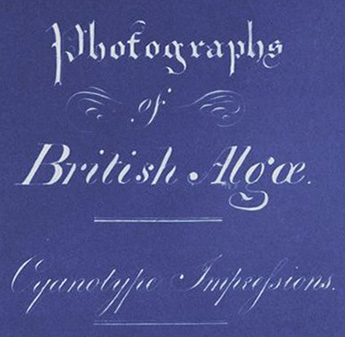
Titelseite (Ausschnitt)

- 1843/44: British Algae: Cyanotype Impressions
- The Perils of Fashion. Colburn & Co, London 1852; Vol. I, S. 293, (englisch, Digitalisat); Vol. II, S. 298, (englisch, Digitalisat); Vol. III, S. 299, (englisch, Digitalisat)
- 1843–1853: British Algae in parts
- Memoir of J.G. Children. Some unpublished poetry. J.B. Nichols and Sons, London 1853, S. 313 (englisch, Digitalisat).
- 1854: Cyanotypes of British and Foreign Flowering Plants and Ferns
- Murder will out. A story of real life. By the author of „the Colonel“. Routledge, Warne, & Routledge, London 1859, S. 300 (englisch, Digitalisat).
- 1863: A Page from the Peerage